# Политика ненасилне акције
Политика ненасилне акције (енгл. The Politics of Nonviolent Action) је књига политичких наука у три тома аутора Џина Шарпа, првобитно објављена у Сједињеним Државама 1973. године. Шарп је један од најутицајнијих теоретичара ненасилне акције, а његове публикације су утицале на покрете широм света. Ова књига садржи његове темељне анализе природе политичке моћи, као и метода и динамике ненасилне акције. Представља „темељну ревизију и прераду”  ауторове докторске тезе са Универзитета у Оксфорду из 1968. године. Књига је рецензирана у стручним часописима и новинама, и помиње се на многим савременим веб-сајтовима. У потпуности је преведена на италијански, а делимично на неколико других језика.

## Обухваћене теме
Три тома или „дела” Политике ненасилне акције садрже укупно 14 поглавља, као и предговор аутора и увод Томаса К. Шелинга. Сваки део почиње уводом аутора. Први том или „део” бави се теоријом моћи која имплицитно или експлицитно лежи у основи ненасилне акције; други том нуди детаљну анализу метода ненасилне акције; а трећи том анализира динамику ненасилне акције.

### Први део: Моћ и борба
Поглавље 1, Природа и контрола политичке моћи, објашњава да, иако ретко артикулисана, постоје „у основи два погледа на природу моћи”. (стр. 8) „Монолитна теорија” (стр. 9) види људе као зависне од добре воље њихових влада, док је ненасилна акција утемељена на супротној „плуралистичко-зависној теорији” (стр. 9) која владу види као „зависну од добре воље, одлука и подршке народа”, (стр. 8) што је, како Шарп тврди, „исправнији и тачнији” поглед. (стр. 8) Шарп тврди да „политичка моћ није интринзична носиоцу моћи”, (стр. 11) већ произилази из спољних извора који укључују перцепцију ауторитета, расположиве људске ресурсе; вештине и знање; материјалне ресурсе; и нематеријалне психолошке и идеолошке факторе. Сви ови извори зависе од послушности, која настаје из „различитих и вишеструких” (стр. 19) разлога, укључујући навику, страх од санкција, перципирану моралну обавезу, психолошку идентификацију са владаром, зоне равнодушности и недостатак самопоуздања међу поданицима. Послушност је у суштини добровољна, а пристанак се може повући. Затим, Ненасилна акција: активна техника борбе (поглавље 2) објашњава да се ненасилна акција може користити из различитих мотива који су верски, етички, морални или засновани на прагматичности. (стр. 67) „Пасивност, покорност, кукавичлук немају никакве везе са ненасилном техником”, (стр. 65) која се исправно разуме као „један тип активног одговора”. (стр. 65) Ненасиље је патило од научног занемаривања. (стр. 71–74) Ненасиље може укључивати и дела пропуштања и дела чињења, (стр. 68) не ослања се само на убеђивање противника, (стр. 70) и „не зависи од претпоставке да је човек инхерентно 'добар'”. (стр. 70) Ове и друге карактеристике ненасиља објашњене су и илустроване примерима из старог Рима, колонијалних Сједињених Држава, царске Русије, совјетске Русије, нацистичке Немачке, Латинске Америке, Индије, Чехословачке и јужних Сједињених Држава.

### Други део: Методе ненасилне акције
Други том (поглавља 3 до 8) садржи детаљан списак и опис специфичних метода ненасилне акције, као што су бојкоти, штрајкови и седећи протести. Такав списак, каже Шарп, „може помоћи акционистима у избору метода најприкладнијих за употребу у одређеној ситуацији [или] дати истраживачима и особама које процењују политичке потенцијале ненасилне технике веће разумевање њеног арсенала метода борбе”. (стр. 114) Укупно 198 метода је наведено у садржају, а Шарп их групише у три широке категорије: протест и убеђивање (погл. 3), несарадња (погл. 4-7) и интервенција (погл. 8), у смислу како се оне односе на динамику ненасилне акције (Том 3). Ове категорије „не треба сматрати ригидним, већ једноставно генерално важећим”. (стр. 114) Методе су сажете у приложеној табели.

### Трећи део: Динамика ненасилне акције
Трећи том се фокусира на динамику ненасилне акције, која увек „укључује континуирану промену у различитим утицајима и снагама које делују у том процесу и стално утичу једна на другу. Ниједна расправа у статичким терминима не може бити валидна”. (стр. 450) Почиње са поглављем 9, Постављање темеља за ненасилну акцију, са подсекцијама које се баве питањима као што су одбацивање страха, друштвени извори промена моћи, потребе за вођством, отвореност и тајност, истрага, преговори, генерисање „свести о циљу”. (стр. 473) Такође описује кључне елементе ненасилне стратегије и тактике, који се односе на питања као што су иницијатива, тајминг, бројност и снага, психолошки елементи, примена индиректног приступа, избор оружја (као што је описано у тому 2) и издавање ултиматума.
Поглавље 10 описује како почетак ненасилне акције вероватно доноси различите врсте угњетавања, и разматра примере и приступе за издржавање све веће репресије, што је императив, јер „без спремности да се суочи са репресијом покрет ненасилне акције не може се надати успеху”. (стр. 547) Поглавље 11 описује методе за одржавање солидарности ненасилне групе, као што је „одржавање односа” (стр. 575) кроз редовне масовне састанке. Поглавље 11 такође опширно анализира претње и потребе за сталним придржавањем ненасилне дисциплине, „како би се покренуле промене које ће изменити односе и постићи [циљеве]”, (стр. 573) чак и док „противник покушава да их испровоцира да почине насиље – са којим би се могао ефикасније носити”. (стр. 573)
Поглавље 12 покрива „политички џију-џицу један од посебних процеса помоћу којих ненасилна акција решава насилну репресију”. (стр. 657) Тачније:
Комбинујући ненасилну дисциплину са солидарношћу и истрајношћу у борби, ненасилни акционисти узрокују да се насиље репресије противника изложи у најгорем могућем светлу. Ово, заузврат, може довести до промена у мишљењу, а затим и до промена у односима моћи које су повољне за ненасилну групу. Ове промене произилазе из повлачења подршке противнику и давања подршке ненасилним акционистима. (стр. 657)
Ово поглавље пружа бројне историјске примере таквог политичког џију-џицуа, и анализира факторе као што су утицај мишљења трећих страна и међународне осуде, изазивање неслагања и опозиције у противничком табору, и повећање подршке и учешћа из групе која има притужбе.
Три начина на која се може постићи успех (поглавље 13) описује и анализира конверзију, прилагођавање и ненасилну принуду. Ово представља „три широка процеса, или механизма, помоћу којих компликоване снаге које користи и производи ненасилна акција утичу на противника и његову способност за деловање и тиме можда доносе успех циљу групе која има притужбе”: (стр. 705–706) 
У конверзији противник је унутрашње промењен тако да жели да направи промене које желе ненасилни акционисти. У прилагођавању, противник се не слаже са променама и могао би наставити борбу али је закључио да је најбоље да одобри неке или све захтеве. У ненасилној принуди противник није променио мишљење о питањима и жели да настави борбу, али је неспособан за то; извори његове моћи и средства контроле су му одузети без употребе насиља. Ово је можда урадила ненасилна група или опозиција и несарадња унутар његове групе (као, побуна његових трупа), или нека комбинација ових. (стр. 706)
Коначно, Прерасподела моћи (поглавље 14) описује како употреба ненасилне технике вероватно утиче на ненасилну групу, и на расподелу моћи између супарника и у ширем друштву или систему. Такви ефекти могу укључивати крај покорности, повећање наде, утицај на агресивност, мушкост, криминал и насиље, повећано јединство групе и децентрализацију моћи. „Чини се да ненасилна акција по својој природи доприноси ширењу ефективне моћи широм друштва” (стр. 802) делимично због повећане самосталности оних који користе ову технику.

## Пријем
Рецензије су се појавиле у часописима 
Armed Forces & Society,
International Organization,
Social Forces,
Social Work,
The Annals of the American Academy of Political and Social Science,
Ethics,
American Journal of Sociology,
The Journal of Developing Areas,
The Western Political Quarterly,
Political Theory,
The Bay State Banner,
и другде. У часопису Armed Forces & Society, Кенет Боулдинг је описао књигу као „монументалну”, (стр. 140) написавши да „постоје нека дела која носе непогрешив печат класика. и ово дело је добар кандидат”. (стр. 140) Шарп је, рекао је, „назван ‘Макијавелијем ненасиља’ и ‘Клаузевицом ненасилног ратовања’ [и] поређења нису нимало неправедна”. (стр. 140) Књига „открива велики, али раније углавном непримећен сегмент људског односа акције који би се с правом могао описати као ‘ненасилно ратовање’”. (стр. 140–141) Боулдинг је истакао неколико паралела са темељним делом у свом пољу, економији, објашњавајући да
овај том подсећа на Богатство народа [Адама Смита]. Постоји једна тема од огромног значаја за друштво која се игра у безброј варијација кроз цело дело. Постоји богатство историјских илустрација и детаља. Постоји јасан поглед на друштво у целини, виђен можда из нешто необичног угла. И постоји потпуно часна страст за побољшање људског стања кроз интелектуално разјашњење. (стр. 140)
Боулдинг је навео да ако је кључна реч за економију „размена”, онда је кључна реч за ненасилну акцију „непослушност” - „Могло би се скоро назвати књига Џина Шарпа, стога открићем непослушности, посебно непослушности великих размера. ненасилна акција се бави институционализацијом система претња-пркос”. (стр. 141) Кључ овог процеса, тврди Боулдинг, је „динамика легитимитета јавно порицање легитимитета неке наредбе”, (стр. 141) на шта Шарп „наговештава много пута”, иако Шарп „то никада сасвим не разрађује у детаље”. (стр. 141)
Боулдинг је описао други део као „на неки начин најсадржајнији и најбогатији део дела”, (стр. 142) иако је приметио да су Шарпови примери извучени из „прилично ограниченог распона” (стр. 142) људске историје:
Сигурно постоје многи примери из кинеске историје; Латинска Америка се једва помиње; а европски средњи век, са својим изванредним феноменом „Божји мир”, једва да се помиње. Ипак, Шарпови примери су широки и свеобухватни и илуструју универзалност и значај овог феномена, који је, једноставно зато што није имао име, грубо занемарен од стране конвенционалних историчара. (стр. 142)
Боулдинг је такође известио о неким начинима на које се Шарпова теоријска анализа чинила мањкавом, „чак и у смислу онога што би се могло назвати ‘класичним’ или гандијевским теоријама ненасиља”. (стр. 142) Анализа у књизи
занемарује важност „Сатјаграхе” или „хватања истине”, то јест, позивања ненасилне акције на неку објективну истину, чак и објективну моралну истину, као основни извор њеног легитимитета. У том смислу, ненасилна акција је ближа духу науке него духу рата, јер се бави тиме да истина треба да превлада без обзира на то ко победи. Шарп, можда у превеликој реакцији на оптужбе о сентименталном пацифизму које се понекад упућују ненасиљу, нагласио је конфликтне аспекте можда до искључења његових интегративних аспеката”. (стр. 142–143)
У часопису International Organization, Блајхерова рецензија на 21 страници наводи да је „оно што је професор Шарп показао јесте да се наше разумевање зависности влада од сталног пристанка владаних може превести у развој ненасилне акције као стратегије промене која је ефикасна изван успостављених институционалних аранжмана, а ипак делује без употребе силе”. (стр. 532) Написао је да је Шарп
открио неадекватност претпоставке монолитног карактера националне државе у теорији међународних односа. Препознавање ненасилне акције као оруђа у рукама влада и грађана за утицај на политике других нација и међународних организација захтева темељну поновну процену критичних параметара у проучавању и вођењу међународних односа. (стр. 532)
Блајхер је навео да „потпуна употреба овог новог разумевања захтева проширење хоризоната научника и креатора политика у међународној арени, прикупљање и примену нових података у процени међународних односа и развој нових теоријских конструкција”. (стр. 532) Упозорио је да ако не развијемо боље разумевање феномена везаних за ненасиље, суочавамо се са опасношћу да ћемо бити све мање способни да осмислимо политике и институције које се могу носити са будућношћу”. (стр. 532)
У часопису Political Theory, Карл Јоаким Фридрих је написао да Шарп сматра свој поглед на моћ „много оригиналнијим него што јесте”, (стр. 465) и да је рецензент [Фридрих] сматрао „иритирајућим да покушава да прати аргументе са чијим током се дефинитивно слагао, осим због њихове наводне новине”. (стр. 467) Конкретно, Шарп
не повезује [свој поглед на моћ] са класицима као што је магистарски третман моћи Чарлса Меријама, или чак новинарска књига Бертрана Расела о тој теми. Чини се да није свестан анализе рецензента [Фридриха] од пре много година, у којој је разлика између два погледа на моћ, и зависност моћи од сарадње оних над којима се она врши, аналитички развијена, и показан је њен корен у класицима. (стр. 465)
Фридрих је такође навео да је „основна слабост” (стр. 465) Шарповог аргумента било његово разумевање насиља „као физичког насиља”, (стр. 465) пошто су „неки од најзлобнијих облика принуде психички”. (стр. 465–466) Штавише, „према Шарпу, насиље по дефиницији искључује рушење и уништавање ствари, као што су машине, зграде и слично. Стога, према њему, велики део саботаже није насилан; јасно је да се у овом тренутку Шарп значајно удаљава од уобичајене употребе”. (стр. 466) Због „илузорне” (стр. 466) природе разлике засноване само на физичком насиљу, Шарп је често „збуњен”, (стр. 466) иако су „понуђени многи промишљени аргументи”. (стр. 466–467) Фридрих је закључио да је „тема како избећи насиље у политичким сукобима важна, третман који је овде дат је учен, али не баш јасан, а резултати нису коначни”, али да је књига „благовремена” и да се нада да ће „довести до даљих темељнијих студија”. (стр. 467)
У часопису The Western Political Quarterly, Харолд Л. Нибург је написао да би „волео да види дело скраћено на 125 страница и објављено у меком повезу као знак новог живота за политику побуне. Али, ово не би требало да одврати од дужности да се поздрави монументално, компетентно и понекад узбудљиво, научно дело”. (стр. 338) У часопису Social Work, Хари Спект је навео да је „Шарп извршио корисну услугу за студенте организовања заједнице стварањем енциклопедијског описа ненасилне акције”, и да „чистом тежином детаља, читалац долази до сазнања да је ненасилна акција била много распрострањенија него што многи претпостављају”. (стр. 249) Спект је навео да су мане књиге укључивале „понављање и прекомерне детаље”, (стр. 249) и да књига „чини се да имплицира да ненасилну акцију обично предузимају потлачени против државе и да је обично у сврху позитивних друштвених промена. Али на пример, управо сам прочитао о две масовне ненасилне демонстрације у Бостону, једна за и друга против интеграције јавних школа”. (стр. 249) Спект је описао „одсуство јасног теоријског оквира. не осветљава тако централна питања као што су Зашто се ненасилна акција користи у неким случајевима, а не у другим? Зашто функционише у неким случајевима, а не у другим?”. (стр. 249–250) Књига је такође „богата списима о друштвеним покретима, а танка са теоретичарима као што су Кенет Боулдинг, Амитај Ециони, Џером Сколник и Ралф Дарендорф - који су се бавили сукобом и насиљем”. (стр. 249) Ипак, „Шарпово дело је импресивно достигнуће које ће бити поздрављено као важан додатак литератури о организовању заједнице”. (стр. 250)

## Други утицај
Књига је помињана у разним другим публикацијама, укључујући 
Utne,
American Conservative,
веб-сајт CNN-а,
и другде. Због тога колико је Џин Шарп био утицајан, постоји неколико сајтова и група које су преузеле задатак стварања онлајн база података које пружају објашњења и примере оригиналних 198 метода и нових тактика које су се развиле током година. Ови сајтови укључују New Tactics in Human Rights; Global Nonviolent Action Database; Actipedia; и Nonviolence International. Два извештаја за Међународни центар за ненасилни сукоб проширила су број и врсту тактика укључивањем дигиталних и других метода.

## Издања
Политика ненасилне акције је првобитно објављена у 3 тома на енглеском језику 1973. године, а накнадно је у потпуности или делимично преведена на неколико других језика. Издање на енглеском језику објавио је Porter Sargent у 3 тома под насловима: 1. Моћ и борба, 2. Методе ненасилне акције и 3. Динамика ненасилне акције. Одговарајуће цитације комплета од 3 тома и сваког појединачног тома су:
- Sharp, Gene (1973). The Politics of Nonviolent Action. Boston, MA: Porter Sargent. ISBN 978-0-87558-068-5. LCCN 72--95483 (3 тома) 
  - Sharp, Gene (1973). Power and Struggle - part one of: The Politics of Nonviolent Action. Boston, MA: Porter Sargent. ISBN 978-0-87558-070-8. (стране 1–106)
  - Sharp, Gene (1973). The Methods of Nonviolent Action - part two of: The Politics of Nonviolent Action. Boston, MA: Porter Sargent. ISBN 978-0-87558-071-5. (стране 107-446)
  - Sharp, Gene (1973). The Dynamics of Nonviolent Action - part three of: The Politics of Nonviolent Action. Boston, MA: Porter Sargent. ISBN 978-0-87558-072-2. (стране 447-902)

Године 2013, Шарп је објавио сажетак на енглеском језику од 143 стране:
- Sharp, Gene; Bernal, Jaime Gonzalez (2013). How Nonviolent Struggle Works. East Boston, MA: Albert Einstein Institution. ISBN 978-1-880813-15-7. (сажетак Шарпове књиге Политика ненасилне акције)[31]

Потпуни или делимични преводи на друге језике појавили су се на језицима који укључују арапски, холандски, италијански, пољски и шпански:
- Sharp, Gene (1986). المقاومة اللا عنفية / al-Muqāwamah al-lā-ʻunfīyah / The Politics of Nonviolent Action. Mubārak ʻAwaḍ (trans.). القُدس / al-Quds / Јерусалим: المركز الفلسطيني لدراسات اللاعنف، / al-Markaz al-Filasṭīnī li-Dirāsāt al-Lā ʻUnf, / Палестински центар за проучавање ненасиља. OCLC 60497927. (377 страна, арапски)
- Sharp, Gene (1982) [1973]. Macht en strijd: theorie en praktijk van geweldloze actie / Моћ и сукоб: теорија и пракса ненасилне акције. Утрехт; Антверпен: Uitgeverij Het Spectrum. ISBN 9027454671., OCLC 17600616 (235 страна, холандски)
  - Sharp, Gene; Wim Robben (1980). De politiek van geweldloze aktie: samenvatting van het boek van Gene Sharp "The politics of nonviolent action" / Политика ненасилне акције: сажетак књиге. Амстердам: Centrum voor geweldloze weerbaarheid / Центар за ненасилни отпор. ISBN 9070161559., OCLC 63320441 (90 страна, сажетак на холандском)
- Sharp, Gene (1985—1997). Politica dell'azione nonviolenta [Potere e lotta, 1985; Le tecniche, 1986; La dinamica, 1997]. Торино: Grupo Abele. OCLC 797232879. (814 страна [163, 338 & 313], италијански, потпуни превод)
- Sharp, Gene (1985). Walka bez użycia przemocy / Ненасилна борба. Варшава: Adsum. OCLC 63534675. (19 страна, пољски делимични превод)
- Sharp, Gene (1988).  Caridad Inda, ур. La lucha política noviolenta: criterios y metodos / Ненасилна политичка борба: критеријуми и методе. Превод: Jaime Gonzalez Bernal. Сантијаго: Ediciones Chile América CESOC. OCLC 21192950. (114 страна, шпански скраћени превод)